# 天寧寺 (海塩県)
天寧寺（てんねいじ）は、中華人民共和国浙江省嘉興市海塩県武原街道海濱西路143号にある仏教寺院。

## 歴史
北宋の崇寧4年（1105年）、天寧寺を正式名称として使用。元の至正24年（1364年）、梵琦は寺院を重修した。清の道光年間（1821年 - 1850年）に火災で「大雄宝殿」「千仏閣」以外大部分が失われた。同治年間（1862年 - 1874年）、僧の玉峰は寺院を修復する。
1989年、浙江省人民政府は天寧寺を浙江省文物保護単位に認定した。

## 伽藍
山門、大雄宝殿、千仏閣、鎮海塔